# Heinrich Rabien
Heinrich Rabien (* 1843; † 1913 in Geestemünde) war ein deutscher Gemeindevorsteher und Bürgermeister.

## Biografie
Rabien wurde 1880 als Nachfolger von Christian Ludwig Gemeindevorsteher von Geestemünde. In seiner Amtszeit wuchs der Ort und  1889 wurden die beiden benachbarten Gemeinden Geestendorf und Geestemünde vereinigt; sie führten den Namen Geestemünde. Die neue Gemeinde hatte nun 15.426 Einwohner. 1885 wurde Geestemünde auch Verwaltungssitz des neuen Landkreises Geestemünde.

Ihm folgte 1889 als Bürgermeister Hermann Bleßmann im Amt.